# 레스트레이드 경감

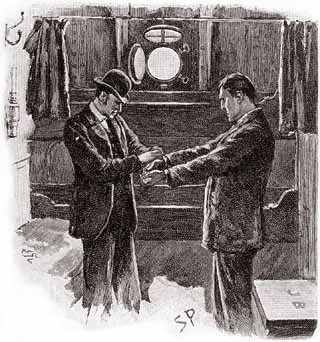

레스트레이드(Detective Inspector G. Lestrade 또는 Mr. Lestrade)는 영국의 작가 아서 코난 도일의 추리 소설 셜록 홈즈 시리즈에 등장하는 런던 경시청의 경감이다. <주홍색 연구>에 나왔고 이후에도 여러 사건에 나왔다. 홈즈는 그를 자주 무시하는 성향을 보여준다.